# Hexagone de Lemoine

Construction de l'hexagone de Lemoine (ici relié dans sa version non convexe) à partir du point symmédian dans un triangle. Les points de l'hexagone sont cocycliques sur le premier cercle de Lemoine.

L'hexagone de Lemoine est, en géométrie, un hexagone inscriptible dont les sommets  correspondent aux six points d'intersections entre les côtés d'un triangle et les trois droites parallèles à ces côtés passant par le point de Lemoine du triangle. On doit sa définition au mathématicien français Émile Lemoine.
Il existe deux définitions de l'hexagone qui diffèrent en fonction de l'ordre dans lequel les sommets sont reliés.

## Aire et périmètre
L'hexagone de Lemoine peut être défini comme un simple hexagone convexe dont les sommets sont définis par les intersections vues plus haut. Une seconde version consiste à connecter les points opposés par les trois segments passant par le point de Lemoine puis par relier les sommets adjacents par trois autres segments. Le résultat est un hexagone qui s'auto-intersecte.
Pour l'hexagone simple dessiné à partir d'un triangle de côtés {\displaystyle a,b,c} et d'aire {\displaystyle \Delta } le périmètre est donné par
{\displaystyle p={\frac {a^{3}+b^{3}+c^{3}+3abc}{a^{2}+b^{2}+c^{2}}}}
et l'aire par
{\displaystyle K={\frac {a^{4}+b^{4}+c^{4}+a^{2}b^{2}+b^{2}c^{2}+c^{2}a^{2}}{\left(a^{2}+b^{2}+c^{2}\right)^{2}}}\Delta }
Pour l'hexagone auto-intersecté, le périmètre est donné par
{\displaystyle p={\frac {\left(a+b+c\right)\left(ab+bc+ca\right)}{a^{2}+b^{2}+c^{2}}}}
et l'aire par
{\displaystyle K={\frac {a^{2}b^{2}+b^{2}c^{2}+c^{2}a^{2}}{\left(a^{2}+b^{2}+c^{2}\right)^{2}}}\Delta }

## Cercle de Lemoine
Si géométriquement, cinq points déterminent une conique, six point arbitrairement choisis ne se trouvent pas en général sur une même conique, a fortiori sur un cercle. Néanmoins, les sommets de l'hexagone de Lemoine  sont cocycliques. Autrement dit, l'hexagone de Lemoine est un polygone cyclique, ce qui signifie que ses sommets se trouvent tous sur un cercle commun. Le cercle circonscrit à l'hexagone de Lemoine est appelé premier cercle de Lemoine.